# (33150) 1998 DN10
1998 DN10 (asteroide 33150) é um asteroide da cintura principal. Possui uma excentricidade de 0.18103010 e uma inclinação de 13.61990º.
Este asteroide foi descoberto no dia 23 de fevereiro de 1998 por NEAT em Haleakala.